# Боулдър (окръг)
Окръг Боулдър (на английски: Boulder County) е окръг в щата Колорадо, Съединени американски щати. Площта му е 1945 km², а населението - 322 514 души (2017). Административен център е град Боулдър.

## Градове
- Недърленд